# Cytherea (film)
Cytherea è un film muto del 1924 diretto da George Fitzmaurice. La sceneggiatura di Frances Marion si basa su Cytherea, Goddess of Love, romanzo di Joseph Hergesheimer pubblicato a New York nel 1922.

## Trama
Lee Randon si trova preso dai lacci di una quotidianità che gli impedisce di uscire dai binari di una vita familiare e lavorativa pianificata. La giovane Claire Morris, una ragazza moderna ed emancipata, gli fa conoscere sua zia Savina, accendendo le sue fantasie. Agli occhi di Lee, Savina sembra essere la donna che lui ha sempre idealizzato e che sognava guardando una bambola da lui ribattezzata Cytherea, la dea dell'amore.
Preso da quell'amore romantico, Lee lascia la famiglia e parte per Cuba con l'amante, alla ricerca del paradiso. Ma nell'isola la loro storia verrà tragicamente spezzata dalla morte di Savina. Lee, pentito, tornerà a casa al suo lavoro e alla famiglia.

## Produzione
Il film fu prodotto dalla Madison Productions e dalla Samuel Goldwyn Company. Venne girato nel dicembre 1923 a Hollywood e a New York. A inizio gennaio, il regista Fitzmaurice aveva cominciato le riprese ai Biograph Studios di New York, ma dopo tre settimane il produttore Samuel Goldwyn scartò il progetto insieme alla sceneggiatura originale di Ouida Bergère e trasferì l'intera produzione a Hollywood, scartando anche l'idea di Fitzmaurice di girare parte del film a Parigi. La nuova sceneggiatura di Frances Marion cambiò, previo assenso dell'autore del romanzo, il finale alla storia: il protagonista, Lee Randon, rimasto solo dopo la morte dell'amata, ritorna dalla moglie (nel romanzo, l'aveva abbandonata).
Due sequenze del film vennero girate a colori, con il sistema del 2 strip technicolor: la sequenza cubana e quella del sogno. Fu il primo lungometraggio girato in studio a usare il technicolor (ne erano stati girati in precedenza anche altri, ma tutti con luce naturale).

## Distribuzione
Il copyright del film, richiesto dalla Madison Productions, fu registrato il 24 aprile 1924 con il numero LP20119.
Distribuito dall'Associated First National Pictures, il film, della durata di 80 minuti, uscì simultaneamente in sessanta città degli Stati Uniti il 4 maggio 1924.

### Critica
Film Daily del 20 aprile 1924 lodava il nuovo finale con Lewis Stone che torna dalla moglie: "per evitare storie con la censura e per mandare il pubblico a casa soddisfatto".

### Conservazione
Non si conoscono copie ancora esistenti della pellicola che viene considerata presumibilmente perduta.